# Кронберг
Кронберг-ім-Таунус, або просто Кронберг (нім. Kronberg im Taunus) — це місто в районі Верхній Таунус (Hochtaunuskreis), у федеральній землі Гессен, Німеччина. До 1866 року місто входило до герцогства Нассау; саме того року ціле герцогство увійшло до складу Пруссії. Кронберг розташований поблизу Таунуса, прикритий з півночі та південного заходу лісами. У місті є природне джерело мінеральної води.

## Географія

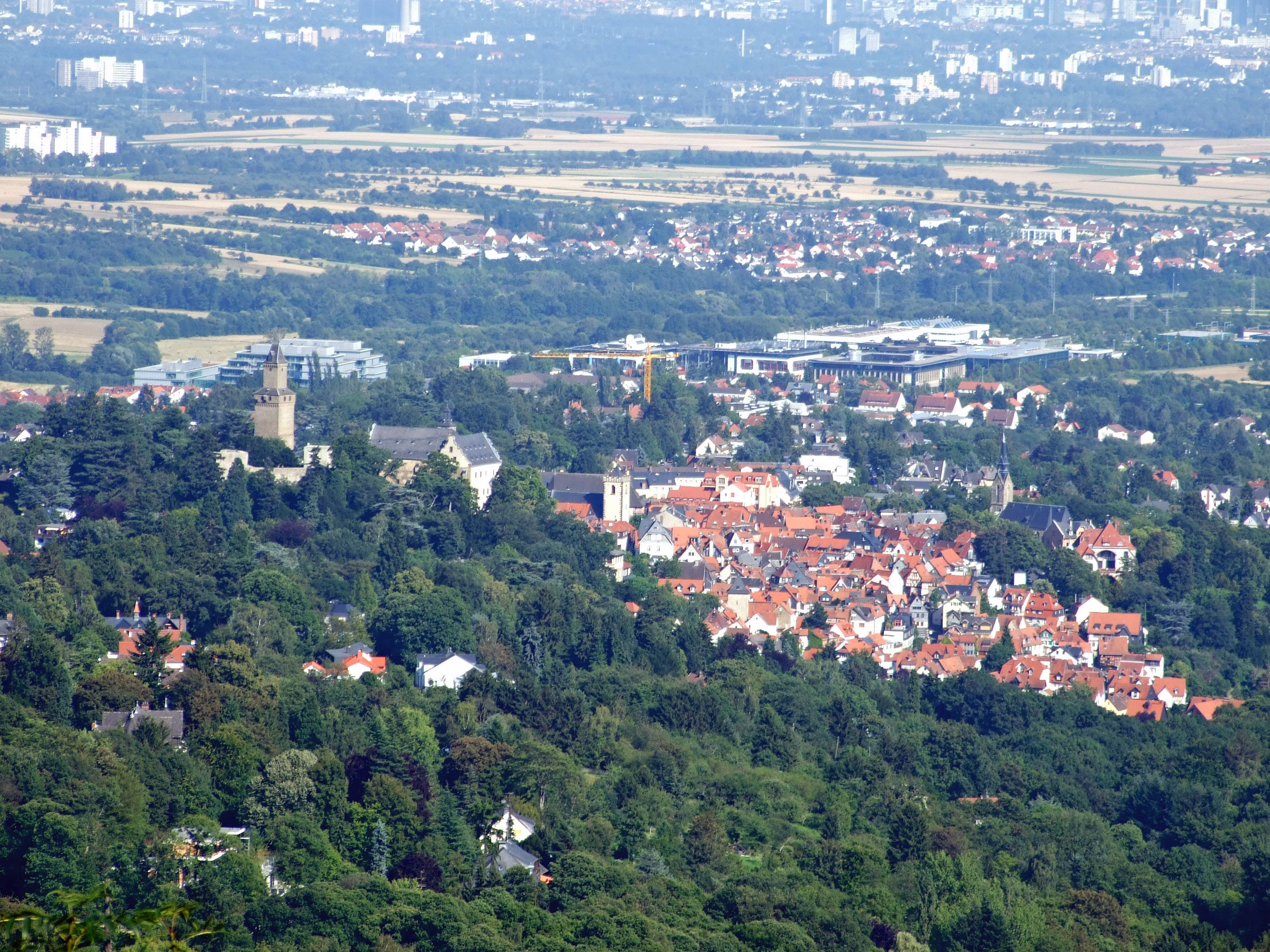
Вигляд із замку Фалькенштайн.

### Сусідні поселення
Кронберг межує на півночі та сході із містом Оберурзель, на південному сході — з містом Штайнбах, на півдні — з містами Ешборн та Швальбах (обидва входять до району Майн-Таунус), а на заході — з містом Кенігштайн.

### Поділ міста
До складу Кронберга входять три центри: власне Кронберг (8 108 мешканців), Обергохштадт (6 363 мешканці) та Шонберг (3 761 мешканець).

## Історія

### 1220–1704
Коли був побудований Кронберзький замок (близько 1220 р.), він став володінням Лицарів Аскенберна (Ешборна), яким на той час належав замок із вежами в тій місцевості. Кроненштами (Kronenstamm, де stamm = стовбур, стрижень, у даному випадку — рід, «стрижень роду») переїхали до Кронберга, присвоївши собі це ім'я, тоді як Флюгельштами (Flügelstamm, де flügel = крило) послідували за ними лише через 30 років.

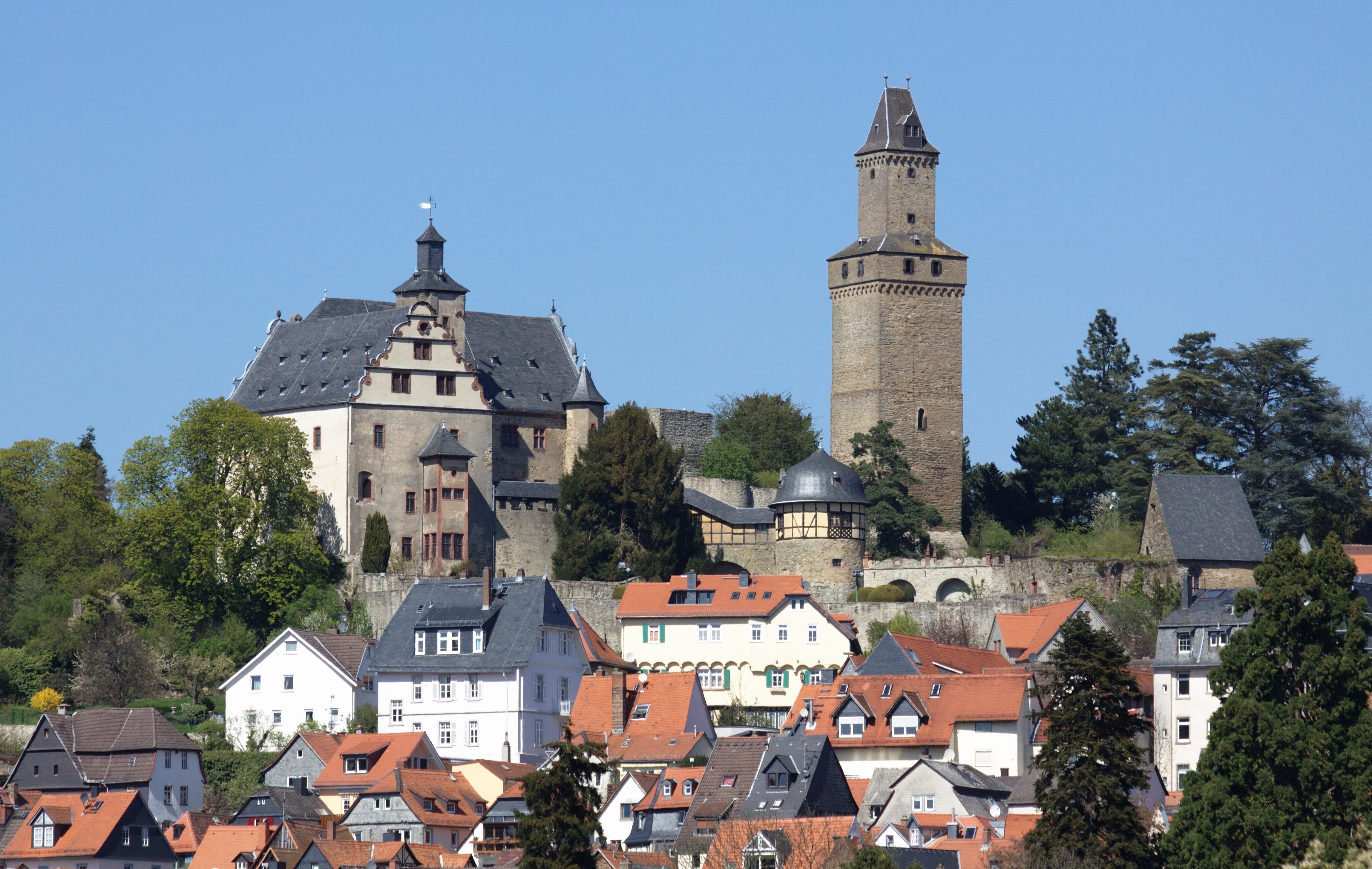
Кронберзький замок.

25 квітня 1330 року імператор Священної Римської імперії Людовік IV присудив цьому невеличкому поселенню статус міста. На 1367 рік місто отримало право на торгівлю, а також на самостійне проведення кривавих судів (тобто в місті засновувався імператорський суд, уповноважений присуджувати тілесні покарання, включаючи страту); ці права були надані імператором Карлом IV. Разом із лицарями Гаттштайнського та Райфенберзького замків, Лицарі Кронберга із Франкфурта проголосили т. зв. «Кронберзьку ворожнечу» у 1389 році. Коли 13 травня великі сили із Франкфурта виступили в напрямку Кронберзького замку, Ганау (Ульріх фон Ганау) та війська Курпфальца (150 кірасирів Рупрехта фон дер Пфальца) рушили на допомогу обложеним, відбивши 14 травня франкфуртські сили у Битві при Ешборні, при цьому захопивши 620 полонених, серед яких були мер, декілька знатних членів міської ради, а також усі міські пекарі, м'ясники, слюсарі та чоботарі.
У Кронберзі оповідають історію про те, як один із лицарів, які брали участь у битві, втратив коня, і оскільки не зміг знайти йому заміну, повернувся на поле бою верхи на ослі. Згідно з легендою, саме той несусвітній вереск осла і змусив франкфуртську армію відступати, і саме це й дало основу для найменування третьої гілки роду — Ohrenstam (де ohren = вуха), із парою ослиних вух на родовому гербі.

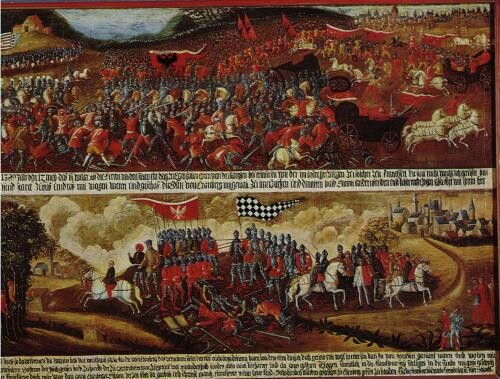
Битва при Ешборні, 1389 р. (Історичний музей, Франкфурт).

Лише величезний викуп у розмірі 73 000 золотих гульденів, біль від сплати якого Франкфурт відчуватиме ще протягом 120 років, за домовленістю від 22 серпня, — дозволив завершити ворожнечу із Франкфуртом, що також заклало основу для побудови укріплень останнього — Frankfurter Landwehr. Однак мир був укладений досить швидко (1391 р.), а також було виявлено прагнення до альянсу із Кронбергом. У 1394 році рада призначила Гартмута фон Кронберга на дворічний термін у ролі бейліфа Бонамеса (міський район Франкфурта), а в 1395 р. Йоганн фон Кронберг уклав детальний договір про федерацію із Франкфуртом, яким Кронбергці та Франкфуртці зі всім своїм населенням були пов'язані з метою спільної оборони. Врешті, у 1398 році, «Schießgesellen zu Cronenberg» («стрільці-найманці Кронберга») запросили «Schießgesellen zue Franckenfurd unsern guten frunden» («стрільців-найманців Франкфурта, наших добрих друзів») на «Schießen umb eyn Cleynod» («стрільби заради скарбу»). Лист, у якому міститься це послання, вважається найстарішим запрошенням на стрілецькі розваги у Німеччині, яке дійшло до нашого часу (ці стрільбища стосуються давніших видів зброї, оскільки вогнепальна зброя на той час ще не була відома).

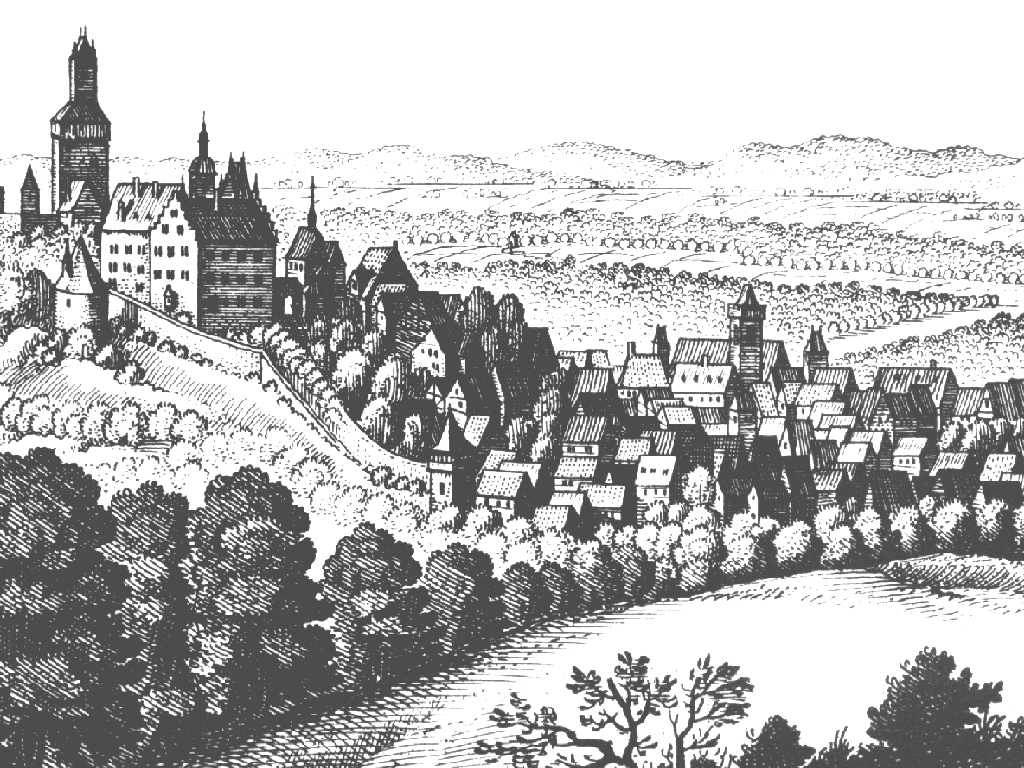
Кронберг Меріана-Штіха, 1655 р.

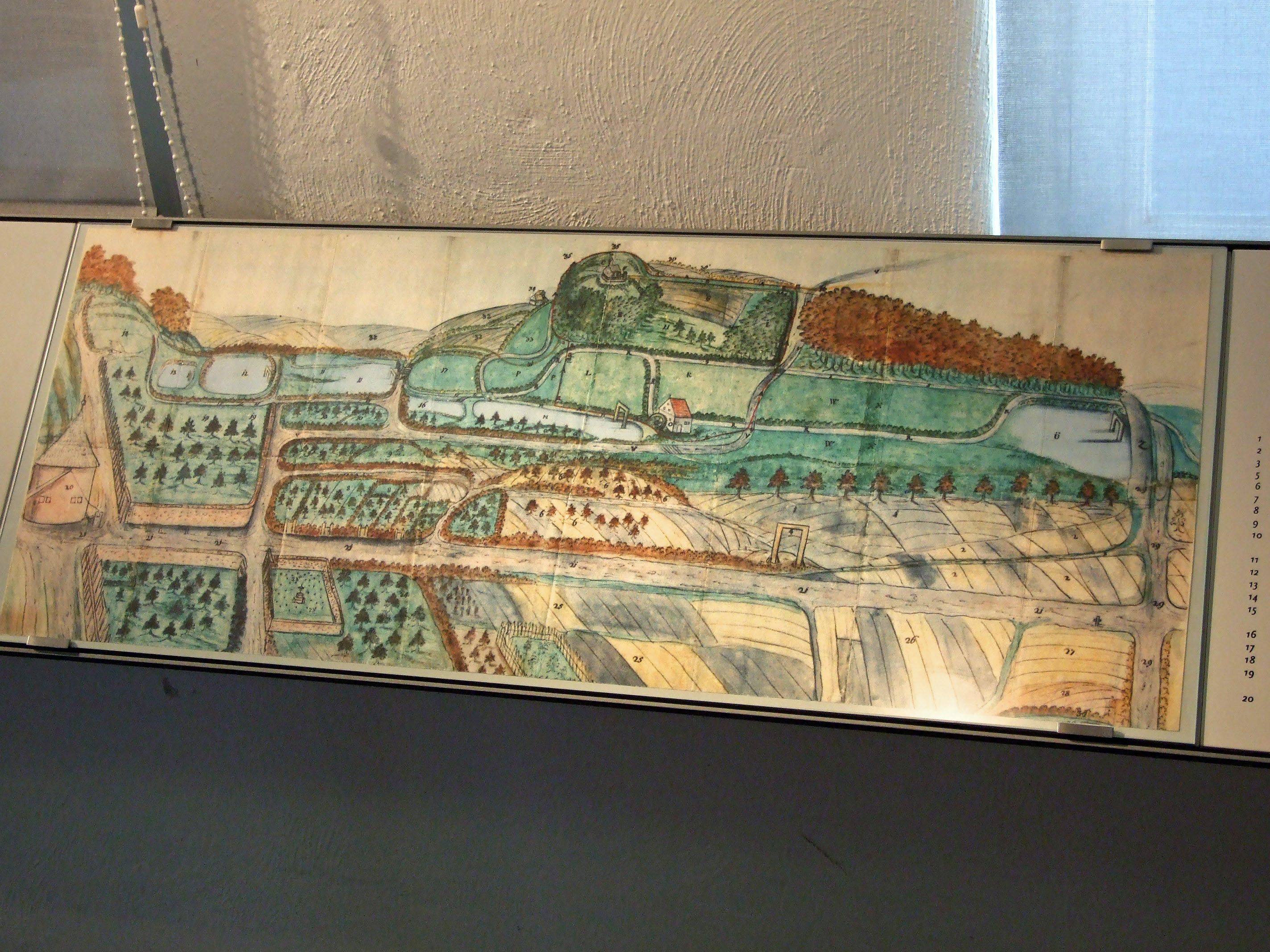
Кронберг, бл. 1700 р.

Оскільки Гартмут XII із Кронберга, якого називають Реформатором міста, раніше воював на боці свого двоюрідного брата Франца фон Зікінгена під час його нападу на Трір та Вормс, у 1522 році архієпископ Річард фон Ґрайфенклау-цу-Фольрадс із Тріра, Людвіг V із Курпфальца та Філіп I (ландграф Гессенський) вчинили напад на Кронберг та його замок, та в результаті примусили мешканців міста до безумовної капітуляції. Гартмут втік, а Філіп став поширювати ідеї Реформації по всьому Гессені. Проте, оскільки Кронберг був імперським феодом, Філіпу довелося повернути замок та й саме місто Гартмуту у 1541 році, аби створити можливість для легалізування прав власності на деякі володіння для Лютеранської Церкви. Ці права були затверджені ландграфством Гессен-Дармштадт у XVII та XVIII століттях, чим були приречені на поразку пізніші спроби Контрреформації Майнца (1626–1649 рр.) та Simultanisierung (1737–1768 рр.).
У 1704 році останній нащадок панівного сімейства, Герр Йоган Ніклас фон-унд-цу Кронберг помер у Гохленфельському замку (сьогодні — Ганштеттен, на території долини Ар), не залишивши по собі дітей. Кронберг, разом із общинами Шонберга, Нідергохштадта та Ешборна перейшов під керівництво курфюрста Майнца.

### 1704–1866
Саме під правлінням Майнца була побудована будівля, сьогодні відома під незвичною назвою — «Церква суперечок» («Streitkirche»), будівництво якої проходило у 1758 році, і яка планувалася як католицька церква, що мала знаходитись поблизу євангелічної церкви. Таке розташування викликало масштабні протести євангелічної спільноти міста (яка на той час була релігійною більшістю), відгук про які дійшов аж до Вічного Рейхстагу (Immerwährender Reichstag) у Регенсбурзі, де було прийнято рішення задовольнити бажання Кронберзької громади євангелістів; і хоча, незважаючи на це, побудова таки була доведена до кінця, будівля так ніколи і не була освячена як церква. З 1768 року будівля служила лише світським цілям — використовувалась як аптека, пансіон, а сьогодні використовується як музей Кронберзької колонії художників.

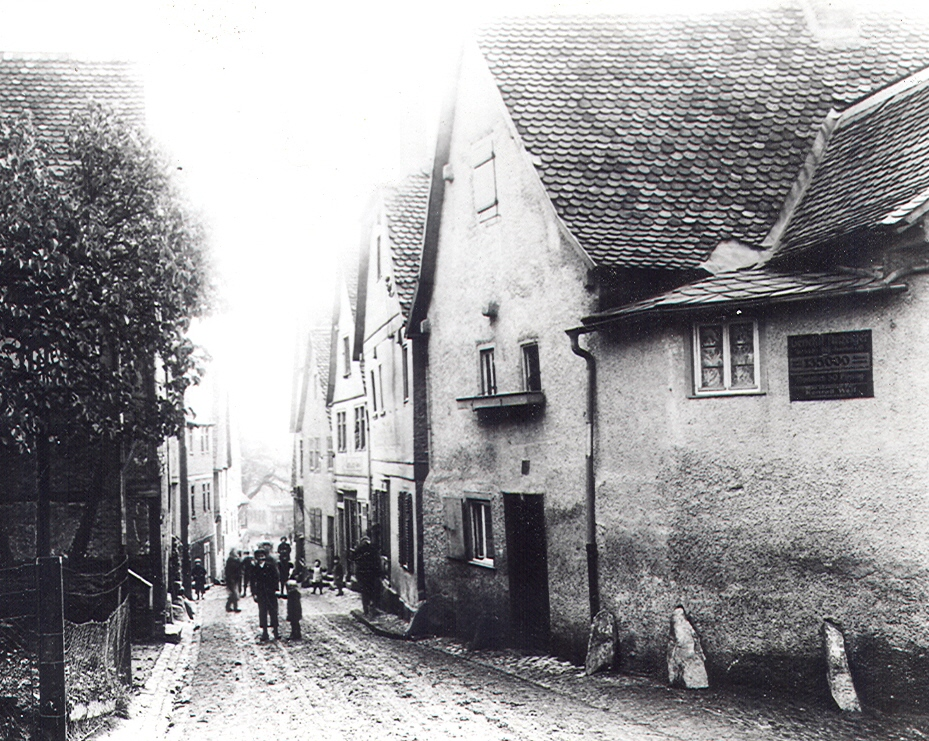
Кронберг, 1900 р.

За Люневільським миром у 1801 році курфюрство Майнца втратило належні йому світські землі, включно з імперським феодом Кронберга, який був спершу конфіскований принцом Нассау-Узінґена у 1802 році, а потім — формально йому подарований у 1803 р. В Австро-прусській війні 1866 року герцог Нассау перейшов на бік Австрії, тим самим втративши свої землі на користь Пруссії.

### 1866–1945
Багаті промисловці, торговці та банкіри відкрили для себе ідилічне та кліматично вигідне розташування цього містечка в Таунусі поблизу Франкфурта у XIX столітті та стали будувати вілли й дачі в Кронберзі та Шонберзі. Навіть митці, серед яких Антон Бургер та Якоб Фюрхтеґотт Дільман, побували в Кронбергу та заснували Кронберзьку колонію художників, яка проіснувала до XX століття. Деякі праці кронберзьких художників можна побачити в музеї, який знаходиться в «Церкві суперечок». Невеличке містечко, життя якого так довго було під впливом дрібних орендаторів та ремісників, врешті досягло у свою «Прусську епоху» першого справжнього розквіту, разом із будівництвом залізниці Кронберг-Родельгайм (1874 р.) та розкішного замку Фрідріхсгоф (1889–1894 рр.), який часто називали просто «Кронберг» і який був резиденцією принцеси Вікторії — вдови-імператриці Німеччини та найстаршої доньки королеви Вікторії.

### Після 1945 року
Після Другої світової війни Кронберг належав до федеральної землі Groß-Hessen («Більшого Гессена» — перша частина у назві землі пізніше була опущена) і залишається у Гессені по сьогодні.
У 1946 році Папська місія для допомоги переміщеним особам у Німеччині змінила місце розквартирування, переїхавши до Кронберга за вказівкою Папи Пія XII. Апостольським візитером та головою інституції був єпископ міста Фарґо, що в Північній Дакоті, США — Алоізіус Джозеф Мюнч, родом із Німеччини. До доручених йому обов'язків духовного наставництва входила опіка над тими, хто втік, або хто став вигнанцем зі Східної Європи. До літа 1949 року він організував з Кронберга транспортування до Німеччини близько 950 товарних вагонів із папською гуманітарною допомогою. Його також підтримував уряд США; перед зайняттям своєї посади у Кронберзі він отримав від Роберта Паттерсона, Воєнного секретаря США, документ про призначення його зв'язковим комісарем у релігійних справах військового уряду США в Німеччині. Завдяки своїм зв'язкам у США, Мюнч організував масштабний потік пожертвувань у поруйновану війною Німеччину. Після заснування Федеративної Республіки Німеччини Кронберзька апостольська місія була розпущена в 1951 році. Мюнч після цього став першим апостольським нунцієм у Федеративній Республіці Німеччини (Західна Німеччина). У 1959 році Папа Іван XXIII зробив архієпископа Мюнча кардиналом.
З 28 червня 1966 року Кронберг став відомим на цілу країну курортом.
У ході гессенських муніципальних реформ 1 квітня 1972 року Кронберг був об'єднаний із раніше незалежними громадами Обергохштадта та Шонберга.

## Найвизначніші пам'ятки
- Старе Місто із Кронберзьким замком[de] (Burg Kronberg) та його донжоном (вежею), який є найстарішою будівлею Кронберга.
- Schloss Friedrichshof (пишний замок, побудований як резиденція для вдови — імператриці Вікторії; нині відомий як Замок-готель Кронберг).
- Recepturhof, будівля адміністрації курфюрства Майнца.
- Міський парк.
- Євангелічна церква Св. Івана (Kirche St. Johann, 1440 р.).
- «Streitkirche» («Церква суперечок», 1758 р.).
- «Hellhof», дворянське місце засідань, будівля побудована Лицарями Кронберга (перша згадка — 1424 р.), сьогодні — частково трансформована у галерею.
- Opelzoo, зоопарк середніх розмірів, розташований поміж Кронбергом та Кенігштайном. Зоопарк Opelzoo походить від приватного тваринного заповідника, який належав внукові засновника компанії Opel Works Георга фон Опеля. Близько 1956 року молодим Опелем була привезена до Кронберга пара ланей месопотамських, яким загрожувало вимирання, і завдяки розведенню було забезпечено виживання їхнього виду.
- Храм Петра і Павла. Адреса: Katharinenstraße 5, 61476 Kronberg im Taunus.

## Пам'ятники та інші туристичні об'єкти
- Пам'ятник Йоганну-Людвігу Христу  Katharinenstraße 8a, 61476 Kronberg im Taunus.
- Бюст Мстиславу Ростроповичу  Katharinenstraße 2-4, 61476 Kronberg im Taunus.
- Фонтан на Ширні.

### Музеї та галереї
- Музей у Кронберзькому замку[de]

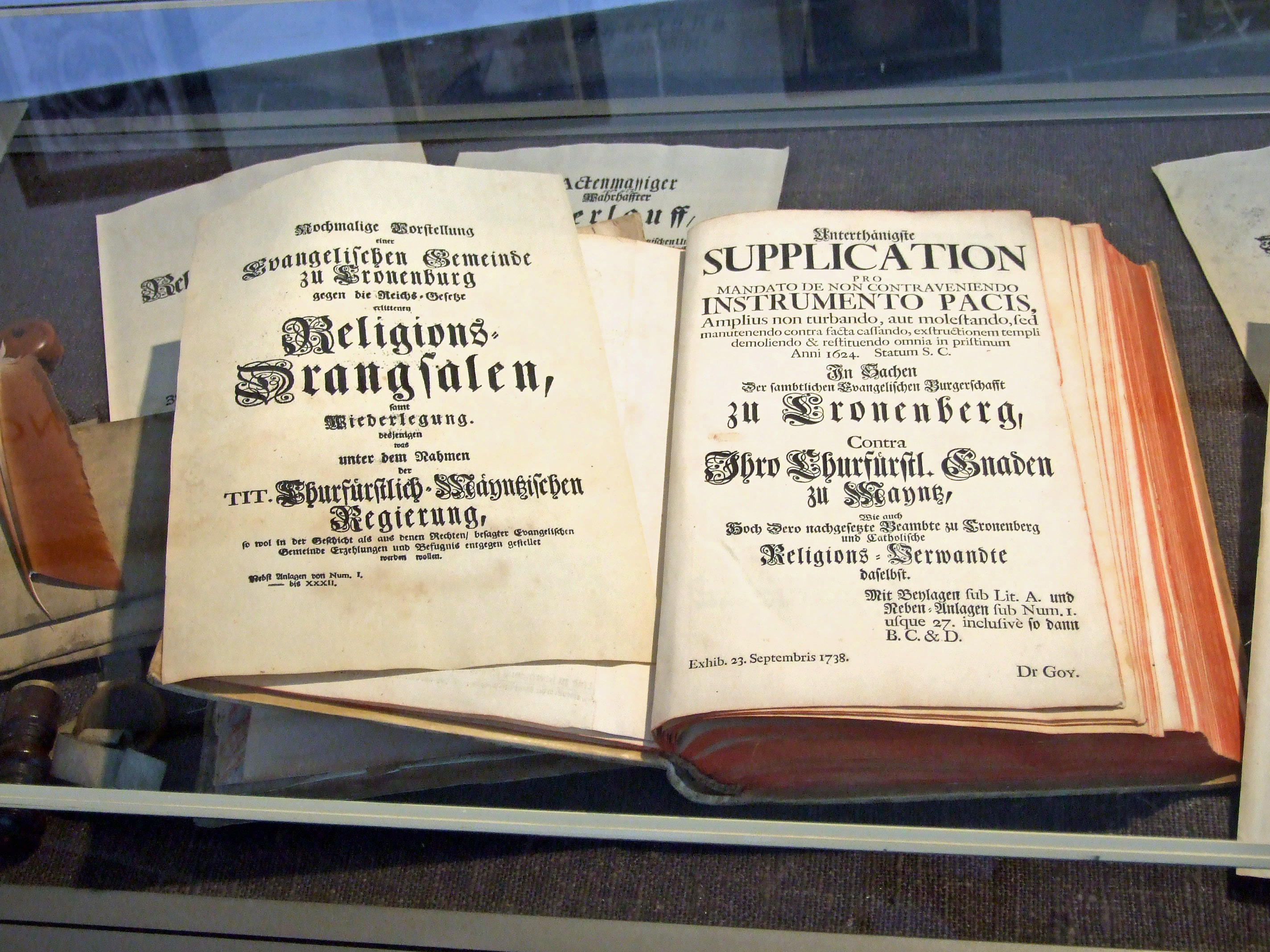
Петиція від євангелічної спільноти, 1738 р., (Streitkirche).

- Музей Кронберзької колонії художників, у Streitkirche
- Fritz-Best-Museum
- Braun-Museum
- Galerie Opper у приміщенні Streitkirche
- Galerie Hellhof
- Galerie Hana
- Galerie Sties
- Galerie Satyra
- ArtXchange

## Політика

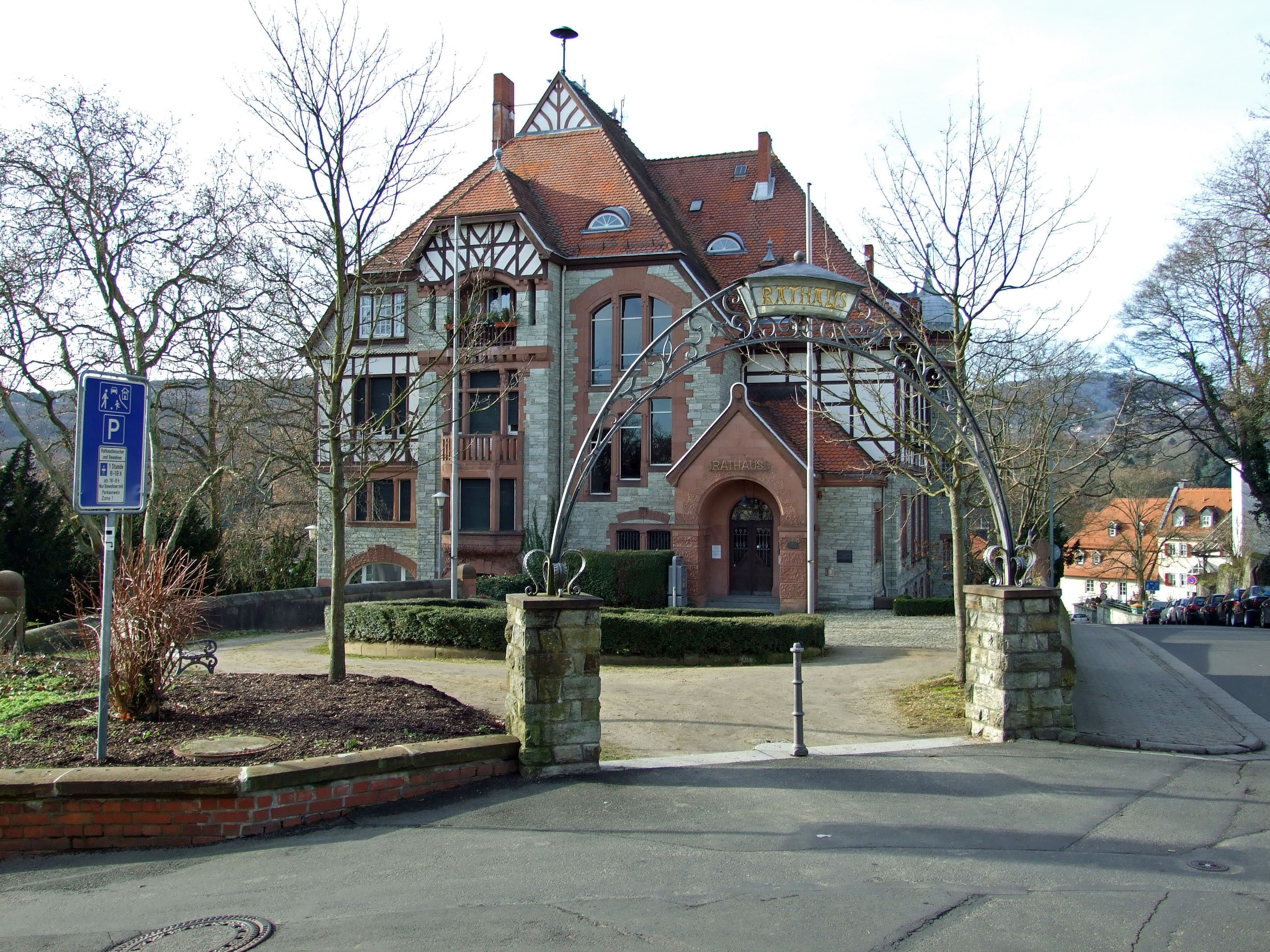
Ратуша.

### Розподіл місць у міській раді
Вибори до міської ради, які відбулися 26 березня 2006 року, завершилися таким розподілом:
- CDU — 12 місць
- SPD — 7 місць
- UBG — 4 місця
- KfB — 4 місця
- Зелені — 3 місця
- FDP — 2 місця
- Безпартійні — 1 місце

## Культура

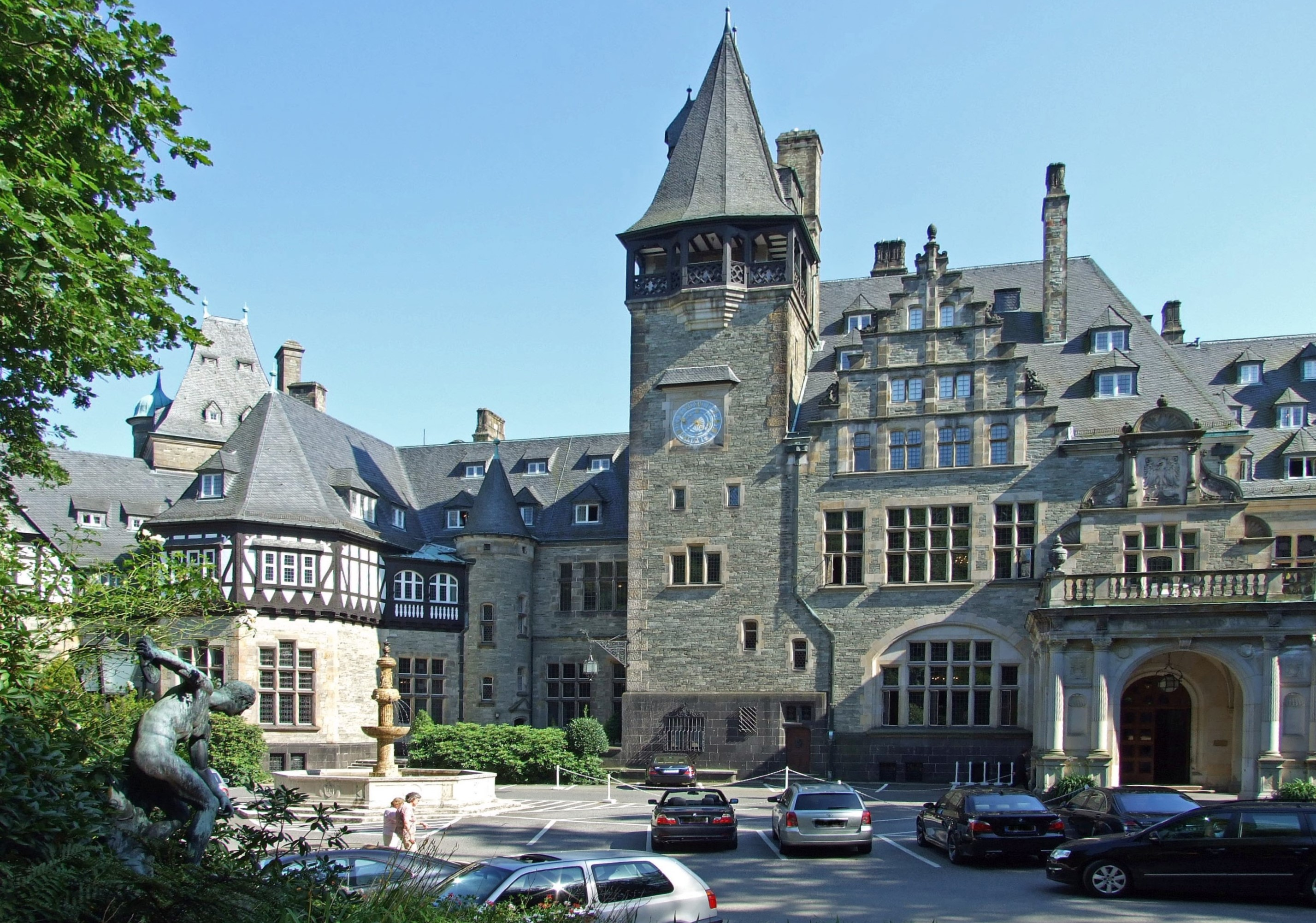
Schlosshotel Kronberg (Schloss Friedrichshof, Замок-готель Кронберг), колишня резиденція вдови-імператриці Вікторії, тепер — розкішний готель

### Фестивалі
Найбільшим вуличним фестивалем Старого Міста (поблизу вулиці Штайнштрасе) є Thäler Kerb. Святкування проводилися та проводяться й досі ще з 1967 року, коли був заснований клуб Thäler Kerbe. Святкування проходять завжди у вівторок та середу після першої неділі липня (хоча у 2006 році фестиваль було перенесено на 11-12 липня у зв'язку із подіями Чемпіонату світу з футболу, які відбувалися саме в той час). Протягом двох днів фестивалю неофіційними правителями стають т. зв. Thäler Pärchen — «король» та «королева» фестивалю — Miss Bembel та Thäler Bürgermeister.

#### Інші фестивалі
- Dallesfest у Обергохштадті
- Brunnenfest (фестиваль біля джерела) у Шонберзі (2-а субота серпня)
- Oberhöchstädter Kerb
- Kürbis-Festival (фестиваль тикви) поблизу Кронберзького замку[de] (жовтень)
- Фестиваль Schafhof Лінзенгофської фундації дитячого фонду ООН (нерегулярний, відбувається кожних два роки, останній відбувся у 2013 р.)[4]

### Ярмарки
- Блошиний ярмарок у Старому Місті (перша неділя липня)
- Bilder- und Weinmarkt (Ярмарок Картин та Вин; перший вікенд серпня)
- Herbstmarkt (Осінній ярмарок, 2-й вікенд вересня)
- Apfelmarkt (Яблучний ярмарок, жовтень)
- Різдвяні ярмарки у Кронберзі та Обергохштадті

### Музичні фестивалі
- Міжнародно відомий Фестиваль віолончелістів Кронберзької музичної академії

## Економіка та промисловість
У Кронбергу розташовані декілька центральних офісів різних міжнародних фірм та компаній, як-от Accenture, Braun GmbH (Gillette), Celanese та Fidelity.
Кронберг найбільш відомий своїми їстівними каштанами та суничними полями; є також декілька т. зв. Streuobstwiesen — лугів, на яких вирощуються різні види фруктових дерев. У Кронталі є джерела мінеральної води.

## Засоби масової інформації
- Taunus Zeitung (газета)
- Kronberger Bote (газета) [Архівовано 25 жовтня 2008 у Wayback Machine.]

## Освіта
- Kronthal-Schule (початкова школа) — Кронберг, раніше — Grundschule Kronberg, у колишній будівлі Altkönigschule
- Viktoria-Schule (початкова школа) — Шонберг
- Schöne Aussicht (початкова школа) — Обергохштадт
- Altkönigschule [Архівовано 9 лютого 2010 у Wayback Machine.] (середня школа, загальноосвітня школа із гімназійним рівнем навчання) — у середмісті Кронберга, до 1973/74 в будинку Villa Winter
- Школа Montessori [Архівовано 8 березня 2022 у Wayback Machine.] — Шонберг
- Religionspädagogisches Studienzentrum [Архівовано 8 серпня 2018 у Wayback Machine.] der Evangelischen Kirche in Hessen und Nassau — Шонберг
- DRK Школа догляду за літніми людьми — Кронберг

## Видатні особи
- Ебервін II (помер 1308 року), починаючи з 1300 р. — єпископ Вормса.
- Йоганнес фон Кронберг (?-?) бл. 1300 р., єпископ Страсбурга.
- Вальтер фон Кронберг (1477–1543) — Великий магістр Тевтонського ордену.
- Гартмут XII (1488–1549) — ранній компаньйон Мартіна Лютера, редактор багатьох публікацій часів Реформації.
- Йоганн Швайкгард фон Кронберг (1553–1626) — з 1604 р. курфюрст та архієпископ Майнца, засновник замку Schloss Johannisburg у Ашаффенбурзі.
- Йоганн Даніель фон Кронберг (1616–1668) — учасник «Плодоносного товариства».

### Мешканці
- Герман Абс (1901–1994) — німецький банкір.
- Йозеф Аккерманн (1948-?) — голова спостережної ради, Deutsche Bank.
- Фрітц Бест (1894–1980) — художник та скульптор.
- Йоганн Людвіг Хріст (1739–1813) — євангелічний священик, помолог.
- Якоб Фюрхтеґотт Дільманн (1809–1885) — засновник Кронберзької колонії художників.
- Йоахім Фест (1926–2006) — німецький історик.
- Вікторія Саксен-Кобург-Готська (1840–1901) — вдова Фрідріха III, найстарша дочка королеви Вікторії.
- Карл-Ганс Ґраф фон Гарденберг (1891–1958) — політик та учасник Заколоту 20 липня, мешкав у Кронберзі від 1945 р. і до смерті у 1958 р.
- Макс Горкгаймер (1895–1973) — проживав у місті деякий час, на вулиці Мінгольцвеґ, доки до влади в країні не прийшов Гітлер.
- Вальтер Ляйслер Кіп (1926-) — політик від партії CDU.
- Анн-Катрін Лінсенгофф (1960-) — німецька об'їжджувачка коней, засновниця Дитячого фонду ООН Лінсенгофф (ЮНІСЕФ).
- Лізелотт Лінсенгофф (1927–1999) — німецька об'їжджувачка коней, багаторазова олімпійська чемпіонка, дочка засновника VDO — Адольфа Шіндлінга.
- Ганс Маттгофер (1925-) — політик від партії SPD.
- Вольфганг Мішнік (1921–2002) — політик від партії FDP.
- Марія Муке (1919-) — співачка та телеведуча розважальних програм.
- Карл Отто Поль (1929-) — президент банку Deutsche Bundesbank 1980–1991.
- Фріц Шільґен (1906–2005) — останній носій олімпійського вогню, під час естафети перед літніми Олімпійськими іграми в Берліні у 1936 році.
- Вернер Соллорс (1943-) — американський філолог, вивчав англійську літературу та африкано-американські відносини.
- Шон Дубле (1979-) — родом із Бормута, Англія, мешканець Кронберга з липня 2013 року.

### Почесні громадяни
- 1895 Адольф Шраєр (1828–1899)
- 1902 Карл Вільгельм фон Майстер (1863–1935)
- 1933 Пауль фон Гінденбург (1847–1934)